# 일본 제국 해군의 전투 서열 (1943년 4월 1일)
이 문서는 일본 제국 해군의 과달카날 해전 이후 1943년 4월 1일 당시의 전투 서열 목록이다.
| - 대본영 - 지나방면함대 - 군령부 - 연합함대 - 제1함대 - 제2함대 - 제3함대 - 제4함대 - 제5함대 - 제6함대 - 남동방면함대 - 제8함대 - 제11항공함대 - 남서방면함대 - 제1남견함대 - 제2남견함대 - 제3남견함대 |

## 연합함대
- 제1전대: 무사시, 야마토
- 제1연합통신대: 도쿄 해군통신대, 오와다 통신대
- 부속:
  - 전함: 이세, 휴가
  - 항공모함: 다이요, 운요, 주요
  - 수상기모함함: 닛신
  - 경순양함: 기타가미 , 오이
  - 제7구축대: 아케보노, 우시오, 사자나미
  - 표적함: 야카제, 세쓰
  - 공작함: 아카시
  - 특설순양함: 아이코쿠마루, 기요스미마루
  - 특설공작함: 우라가미마루, 핫카이마루, 야마비코마루
  - 특설수뢰모함: 가미카제마루
  - 특설병원선: 아사히마루, 다카사고마루, 히카와마루, 덴노우마루, 무로마루

## 제1함대
- 제2전대: 나가토, 무쓰, 후소, 야마시로
- 제11수뢰전대: 다쓰타
  - 제6구축대: 이카즈치, 이나즈마 이나즈마, 히비키
  - 니이즈키
  - 다마나미[fn 1]
- 제11잠수전대: 쓰쿠시마루
  - 이33, 로100, 로101, 로102, 로103, 로104, 로105, 로106, 로107

## 제2함대
- 제4전대: 아타고, 마야, 다카오
- 제5전대: 묘코, 하구로
- 제2수뢰전대: 진쓰
  - 제15구축대: 구로시오, 오야시오, 하야시오, 가게로
  - 제24구축대: 우미카제, 가와카제, 스즈카제
  - 제31구축대: 나가나미, 마키나미, 오나미, 기요나미
- 제4수뢰전대: 나가라
  - 제2구축대: 하루사메, 사미다레
  - 제27구축대: 아리아케, 유구레, 시라쓰유, 시구레

## 제3함대
- 제1항공전대: 쇼카쿠, 즈이카쿠, 즈이호
- 제2항공전대: 준요, 히요
- 제3전대: 곤고, 하루나
- 제7전대: 구마노, 스즈야
- 제8전대: 도네, 지쿠마
- 제10전대: 아가노
  - 제4구축대: 아라시, 하기카제, 노와키, 마이카제
  - 제10구축대: 아키구모, 유구모, 카자구모
  - 제16구축대: 하쓰카제, 유키카제, 아마쓰카제
  - 제17구축대: 우라카제, 이소카제, 다니카제, 하마카제
  - 제61구축대: 아키쓰키, 스즈쓰키, 하치쓰키
- 제50항공전대
  - 제1부대: 제751해군항공대
  - 제2부대: 쓰이키 해군항공대
  - 제3부대: 호쇼, 유카제
  - 제4부대: 세쓰
  - 제5부대: 류호[fn 2]
- 부속: 오요도

제50항공전대는 기동부대 직속의 연습부대과 함께 1943년 1월 15일에 편제되었다. 신편시의의 군대 부호는 아래와 같다. 둘리틀 공습과 같은 경우가 있을 경우, 내지방위부대로서 출동할 예정이었다.)

## 제4함대
- 기함: 가시마
- 제14전대: 나카, 이스즈
- 제3특별근거지대
  - 이쿠타마루
  - 제67경비대, 요코스카 진수부 제2특별육전대, 사세보 진수부 제7특별육전대
- 제4근거지대
  - 고에이마루, 제2장안마루, 제2장강마루, 평양마루, 제31, 57구잠대, 제31~33호 구잠정
  - 제902해군항공대, 제41~43경비대, 제85잠수함기지대, 제3, 4통신대, 제4항무부
- 제5특별근거지대
  - 쇼토쿠마루, 가쓰마루, 제60구잠대
  - 제54경비대, 제5통신대
- 제6근거지대
  - 가토리마루, 미쓰시마마루, 다이도마루, 제63, 65구잠대, 제16소해대
  - 제952해군항공대, 제61~66경비대, 제6잠수함기지대, 제6통신대
- 제2해상호위대
  - 제29구축대: 오이테, 아사나기, 유나기, 유즈키; 1943년 4월 15일, 폐지
  - 오키, 효도리, 오도리
- 부속: 도키와, 쓰쿠시
  - 사세보 진수부 제7특별육전대, 제4기상대
  - 제1측량대

## 제5함대
- 제21전대: 나치, 다마, 기소
- 제22전대: 아와타마루, 아카기마루, 아사카마루
- 제1수뢰전대: 아무쿠마
  - 제9구축대: 아사구모, 시라쿠모, 우스구모
  - 제21구축대: 하쓰하루, 하쓰시모, 와카바
- 제51특별근거지대
- 부속: 기미카와마루, 고와마루, 제2히노마루, 제10후쿠에마루, 고즈마루, 제1운요마루
  - 제7잠수대: 이2, 이5, 이6
  - 제5경비대, 제32방공대, 제30설상대

## 제6함대
(미발견)

## 남동방면함대
(미발견)

### 제8함대
- 기함: 쵸카이
- 직속
  - 아오바, 유바리
- 제3수뢰전대: 센다이
  - 제11구축대: 하쓰유키, 유기리, 아마기리
  - 제22구축대: 사쓰키, 미나즈키, 후미즈키, 나가쓰키
  - 제30구축대: 모치즈키, 우쓰키, 미카즈키
- 제1근거지대
- 부속: 제26호소해정, 28호소해정
  - 제31, 32구잠대
  - 제87경비대
  - 제1통신대
  - 구레 진수부 제7특별육전대
  - 사세보 진수부 제6특별육전대
- 제2특별근거지대
  - 시라타카
  - 제26, 34구잠대
  - 제2통신대
  - 제12항무부
- 제7근거지대: 제23구잠대, 제82경비대, 제85통신대
- 제8근거지대
  - 닛카이마루, 세이카이마루, 제20, 21호소해정
  - 제21, 24구잠대, 제81, 84경비대, 제8잠수함기지대, 제8통신대, 제8항무부, 제8기상대
- 제8연합특별육전대
- 부속: 쓰가루, 소야, 유나기
  - 구레 진수부 제7특별육전대
  - 사세보 진수부 제5특별육전대
  - 제958해군항공대
  - 제4측량대

### 제11항공함대
(자료 미발견)

## 남서방면함대
- 직속: 제1해상호위대
  - 제21항공전대: 제151해군항공대, 제253해군항공대, 제751해군항공대
  - 제23항공전대: 제202해군항공대, 제753해군항공대
- 부속
  - 가모이
  - 제19구축대: 이소나미, 우라나미, 아야나미
  - 제30잠수대: 이162, 이165, 이166
  - 제851해군항공대

### 제1남견함대
(자료 미발견)

### 제2남견함대
(자료 미발견)

### 제3남견함대
(자료 미발견)

## 같이 보기
- 일본 제국 해군의 전투 서열 (1941년 12월 10일), 태평양 전쟁 시작
- 일본 제국 해군의 전투 서열 (1942년 7월 14일), 미드웨이 해전 이후
- 일본 제국 해군의 전투 서열 (1944년 4월 1일), 전시편제제도 개정 이후
- 일본 제국 해군의 전투 서열 (1944년 8월 15일), 마리아나 해전 이후
- 일본 제국 해군의 전투 서열 (1945년 3월 1일), 기쿠스이 작전 직전
- 일본 제국 해군의 전투 서열 (1945년 6월 1일), 말기

## 참고

### 인용
1. ↑  戦史叢書85 1975, 121a-122쪽五十航戦の編成と作戦
2. ↑  戦史叢書85 1975, 121b쪽.
3. ↑  戦史叢書85 1975, 122쪽内地부대協力

### 자료
- 防衛研究所戦史室 (1975년 6월). 《本土方面海軍作戦》. 戦史叢書 (일본어) 85. 朝雲新聞社.